# Liste der brasilianischen Botschafter in Kap Verde
Die brasilianische Botschaft befindet sich in der Chã de Areia, 2 in Praia.
| Ernannt       | Name                             | Bemerkungen | ernannt während der Regierung von | akkreditiert während der Regierung von | Posten verlassen |
| ------------- | -------------------------------- | --- | --------------------------------- | -------------------------------------- | ---------------- |
| 1975          | Joayrton Martins Cahú            | | Ernesto Geisel                    | Pedro Pires                            | 1976             |
| 1985          | Fernando Buarque Franco Netto    | 17. Juni 1964–1966: Vertreter der brasilianischen Regierung bei der IAEO in Wien.                                                                                               | José Sarney                       | Pedro Pires                            | 10. Mai 1986     |
| 10. Dez. 1986 | Laura Maria Malcher de Macedo    | 23. Juli 1992 zur Gesandten erster Klasse befördert. | José Sarney                       | Pedro Pires                            |                  |
| 1989          | Nuno Álvaro Guilhermo D’Oliveira | | José Sarney                       | Pedro Pires                            |                  |
| 12. Mai 1995  | Romeo Zero                       | | Fernando Henrique Cardoso         | Carlos Veiga                           |                  |
| 19. Sep. 2001 | Vitor Cândido Paim Gobato        | [ 2 ] | Fernando Henrique Cardoso         | José Maria Neves                       |                  |
| 14. Feb. 2007 | Maria Dulce Silva Barros         | (* 25. Januar 1950 in Teresina) ist die Tochter von Fenelon Nonato da Silva und Dulce Soares, Seit 24. August 2011 Botschafterin in San José                                    | Luiz Inácio Lula da Silva         | José Maria Neves                       |                  |
| 8. Nov. 2011  | João Inácio Oswald Padilha       | (* 11. Dezember 1950) Sohn von Maria Therza Oswald Padilha und Moacyr Meirelles Padilha, 1985–1986 und 2004: Geschäftsträger in Bissau 2006: Botschafter in Gaborone (Botswana) | Dilma Rousseff                    | José Maria Neves                       |                  |